# 캐피틀 리미티드
캐피틀 리미티드(영어: Capitol Limited)는 미국 워싱턴 D.C. 유니언 역에서 일리노이주 시카고 유니언 역까지 운행되는 장거리 열차이다.

## 역사 및 현황
이 열차는 1923년부터 1971년까지 B&O 트레인이 캐피톨 리미티드 운행 했다가 암트랙 설립과 동시에 폐지된 노선을 1981년에 재개통했다. 1984년에 암프레이트 코치와 설비를 갖추었다. 1986년에 다이아 개정으로 브로드웨이 리미티드(영어: Broadway Limited) 노선과 별도로 분리 되었다. 1990년에 클리블랜드, 허드슨강, 오하이오주를 경유하는 노선으로 변경했다. 1994년에 암트랙 슈퍼라이너 객차를 도입했다.

## 운행 노선

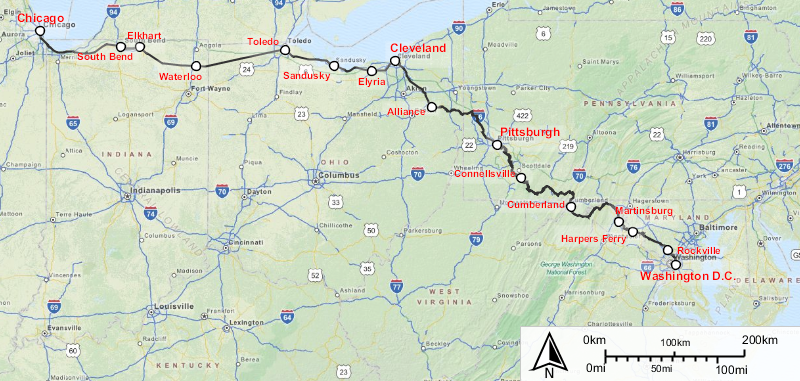
암트랙 캐피톨 리미티드 노선도 (interactive map)

## 사진

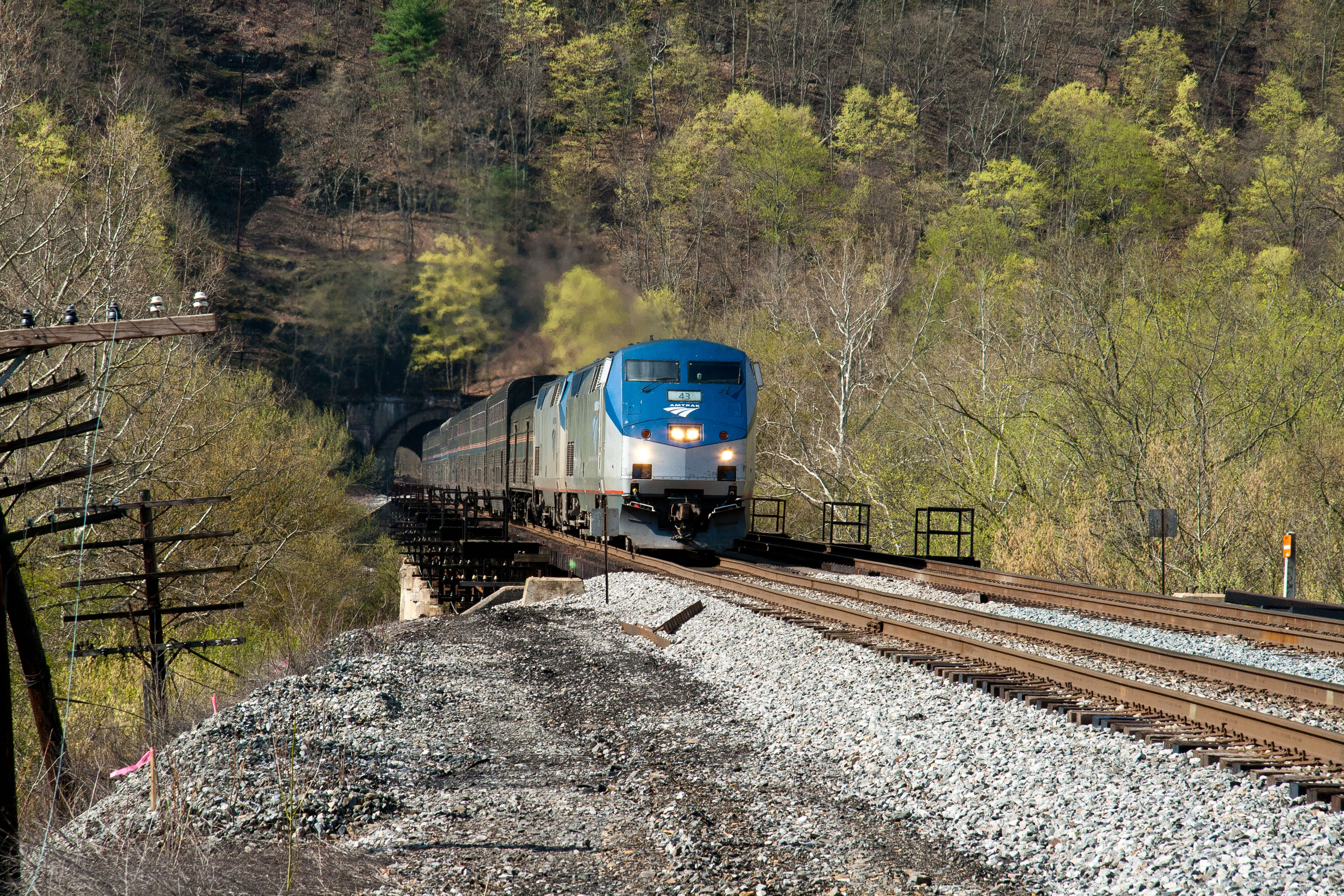
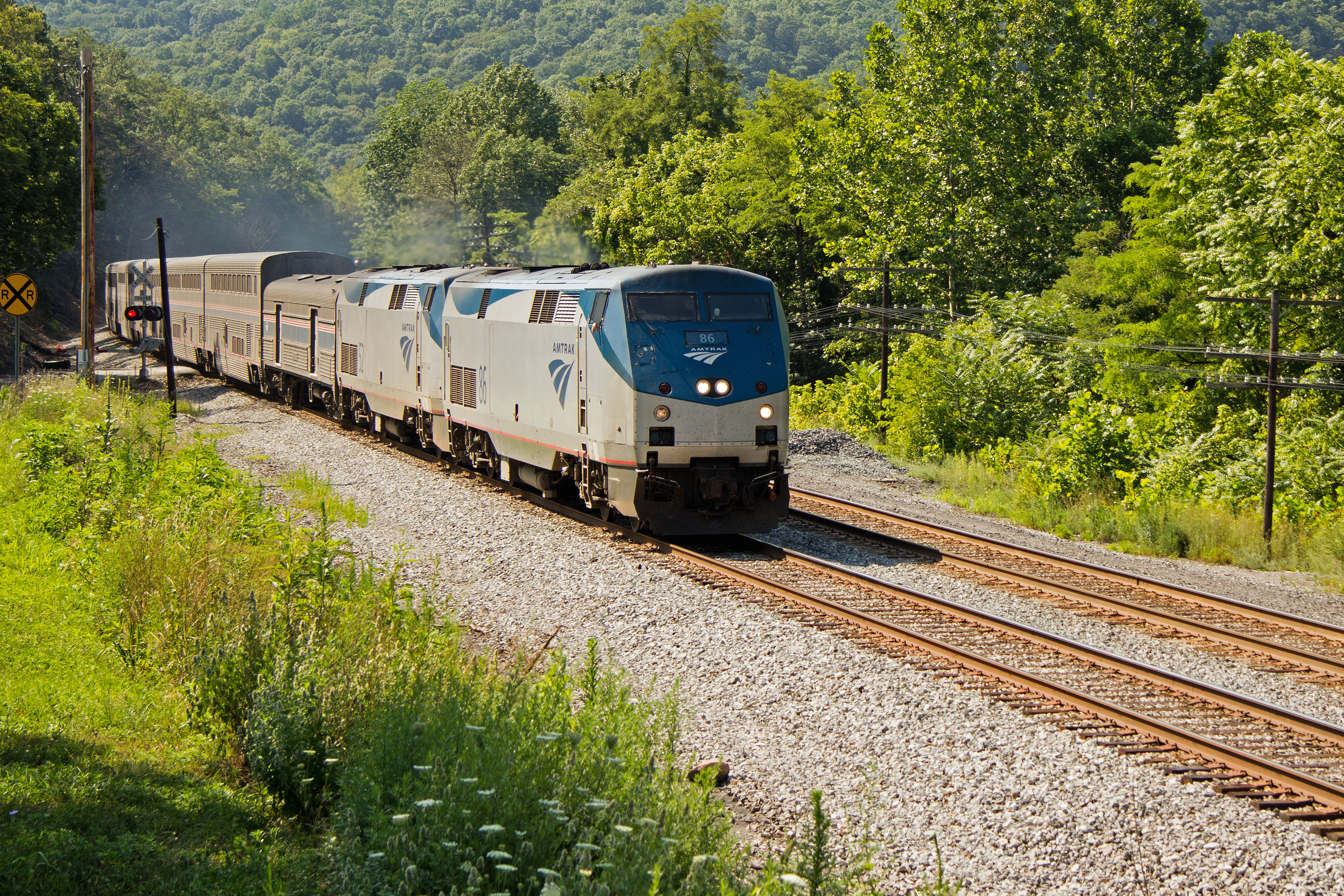
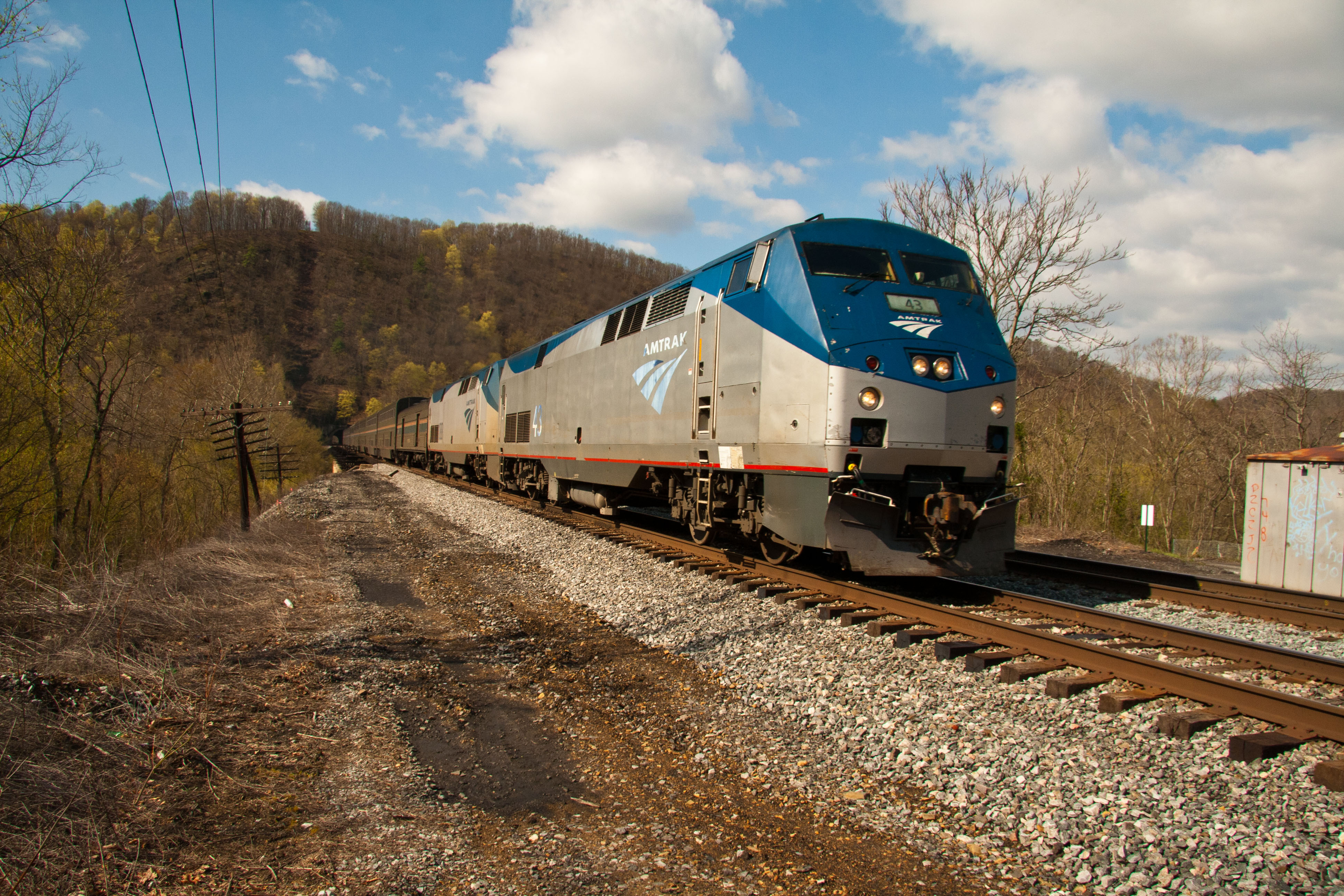
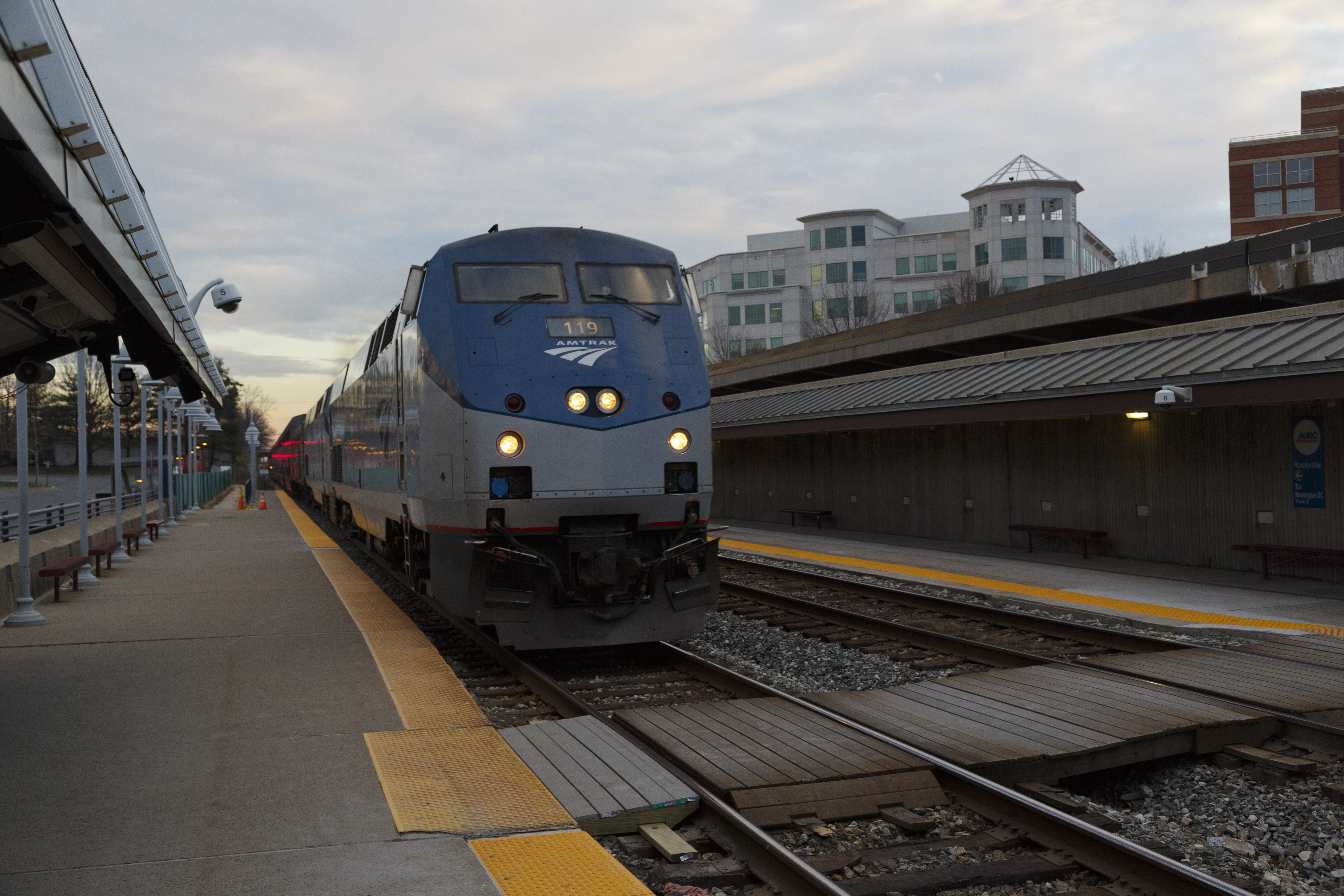
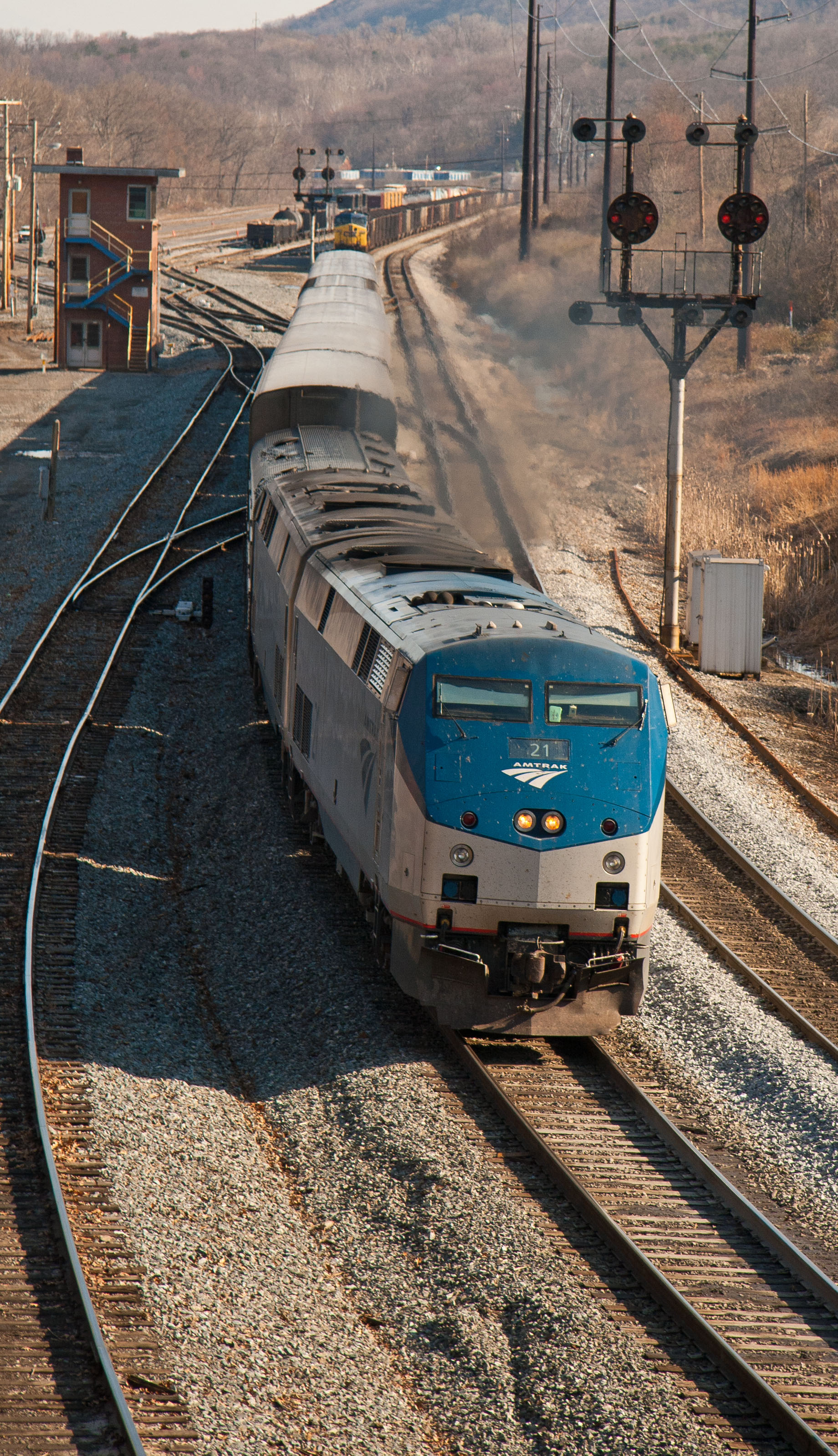
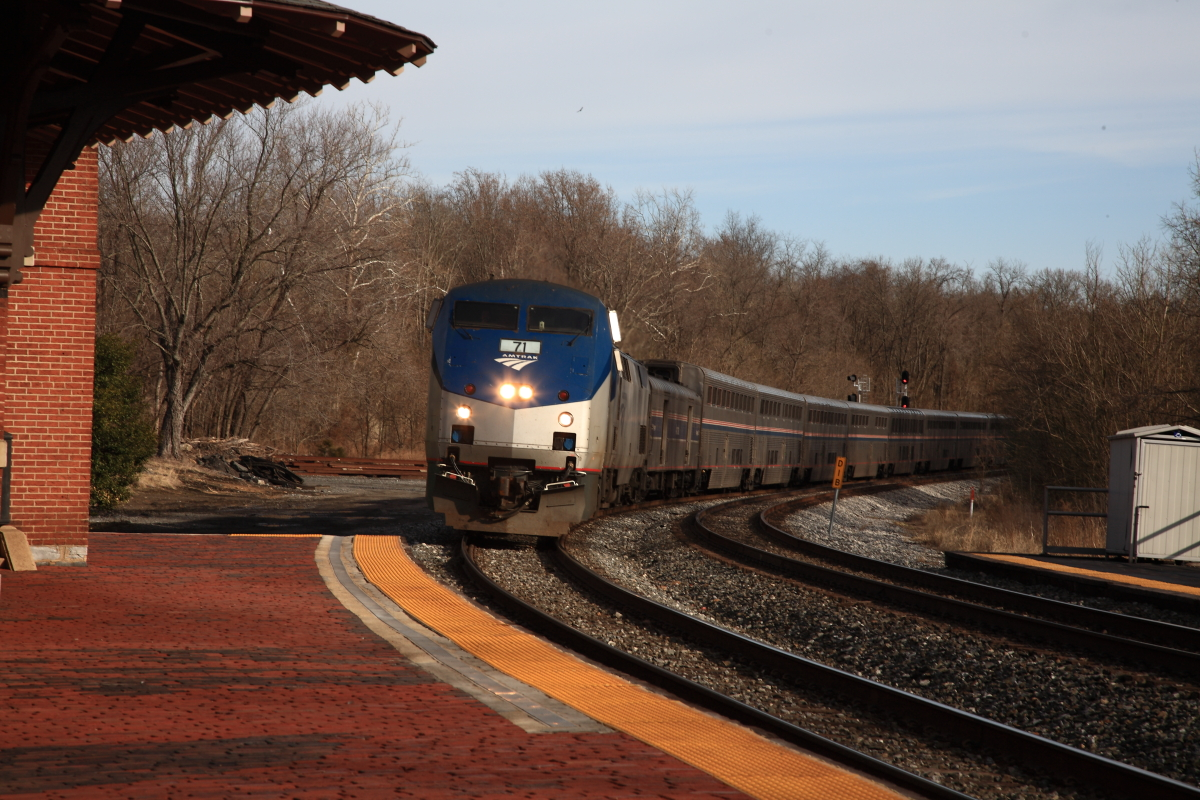